# Let the Movie Begin
Let the Movie Begin é uma compilação de gravações de estúdio e ao vivo da banda britânica de pós-punk Joy Division, lançada em 2007 apenas no Reino Unido. As canções ao vivo apresentadas no álbum foram gravadas em shows do Joy Division em vários locais da Europa, como a Bélgica e os Países Baixos. O disco também inclui entrevistas em áudio com todos os membros do Joy Division, em sua maioria, registrados em bares e pubs e os equipamentos de gravação utilizados eram de baixa qualidade. O CD também inclui alguns comentários feitos pelo produtor da banda, Martin Hannett.

## Faixas
1. "Love Will Tear Us Apart" (B-side version) – 2:52
2. Entrevista de Ian Curtis – 1:40
3. "Leaders of Men" – 2:21
4. Entrevista de Stephen Morris e Ian Curtis – 0:25
5. "Failures" – 2:26
6. Entrevista de Ian Curtis – 0:38
7. "No Love Lost" (incorretamente grafado como "Novelty") – 4:44
8. Entrevista de Martin Hannett – 0:39
9. "At a Later Date" (incorretamente grafado como "New Dawn Fades") – 3:11
10. Entrevista de Ian Curtis – 2:36
11. "Ice Age" – 2:25
12. Entrevista de Stephen Morris e Ian Curtis – 0:32
13. "Shadowplay" – 3:37
14. Entrevista de Ian Curtis – 1:08
15. "Passover" – 2:08
16. Entrevista de Martin Hannett – 0:31
17. "Transmission" – 4:14
18. Entrevista de Stephen Morris e Ian Curtis – 0:53
19. "New Dawn Fades" (incorretamente grafado como "At a Later Date") – 4:20
20. Entrevista de Ian Curtis – 1:13
21. "Digital" – 3:31
22. Bernard Sumner Interview – 0:35
23. "Colony" – 3:57
24. Entrevista de Ian Curtis – 0:41
25. "Autosuggestion" – 4:06
26. "Dead Souls" – 4:46